# Liste des pièces de collection de Saint-Marin en euro
 (mars 2015).
Une pièce de collection de Saint-Marin en euro est une pièce de monnaie libellée en euro et émise par Saint-Marin mais qui n'est pas destinée à circuler.  Elle est principalement destinée aux collectionneurs.
L'Istituto Poligrafico e Zecca dello Stato (IPZS) (à Rome) frappe les pièces pour la république de Saint-Marin.
- 5 euro en argent - titre : 0.925 - poids : 18 g - diamètre : 32 mm
- 10 euro en argent - titre : 0.925 - poids : 22 g - diamètre : 34 mm
- 20 euro en or - titre : 0.900 - poids 6,451 g - diamètre : 21 mm
- 50 euro en or - titre : 0.900 - poids 16,129 g - diamètre : 28 mm

## Pièces de 5 euro
- 2002 - Benvenuto Euro, de l'artiste Uliana Pernazza.
- 2003 - Jeux olympiques d'été de 2004 d'Athènes.
- 2003 - "Independenza, tolleranza, liberta" (valeurs de la république) de l'artiste E.L. Frapiccini.
- 2004 - Coupe du monde de football de 2006 en Allemagne, de l'artiste L. De Simoni.
- 2004 - En l'honneur de Bartolomeo Borghese (1904-2004) de l'artiste E.L.Frapiccini.
- 2005 - XX Jeux olympiques d'hiver de 2006 à Turin de l'artiste Roberto Mauri.
- 2005 - Antonio Onofri (1825-2005) de l'artiste Uliana Pernazza.
- 2006 - Andrea Mantegna (1506-2006), "Le Parnasse" (tableau, détail) de l'artiste Uliana Pernazza.
- 2006 - En l'honneur de Melchiorre Delfino de l'artiste Roberto Mauri.
- 2007 - Toscanini, 50e anniversaire de sa disparition (1957-2007)de l'artiste M.C.Colaneri.
- 2007 - Pari opportunita per tutti, année européenne de lutte contre les discriminations, de l'artiste L.De Simoni.
- 2008 - Jeux olympiques d'été de 2008 à Beijin, de l'artiste R.Mauri.
- 2008 - Année Internationale Planète terre, des artistes V.DeSeta et A.Masini.
- 2009 - 400e anniversaire de la publication du traité d'astronomie de Johannes Kepler, de l'artiste M.A. Cassol.
- 2009 - Année Internationale de l'Astronomie, de l'artiste M.A. Cassol.

## Pièces de 10 euro
- 2002 - Benvenuto Euro, de l'artiste Uliana Pernazza.
- 2003 - Jeux olympiques d'été de 2004 d'Athènes.
- 2004 - Coupe du monde de football de 2006 en Allemagne, de l'artiste L. De Simoni.
- 2005 - Les uniformes de la milice de San-Marino de l'artiste Roberto Mauri.
- 2006 - Canova "Les 3 Grâces" (1816-2006) (sculpture, détail) de l'artiste Claudia Momoni.
- 2007 - Carducci, 100e anniversaire de sa disparition (1907-2007) de l'artiste Uliana Pernazza.
- 2008 - Andrea Palladio, 500e anniversaire de la naissance, par l'artiste L.DeSimoni.
- 2009 - 10 ans de l'Union Economique et Monétaire (U.E.M.) et de l'introduction de l'Euro, par l'artiste L.DeSimoni.

## Pièces de 20 euro
- 2002 - Ravenne, capitale de l'Empire romain de l'artiste L. DeSimoni.
- 2003 - Giotto, "Capella degli Scrovegni", de l'artiste Roberto Mauri.
- 2004 - 750e anniversaire de la naissance de Marco Polo, de l'artiste M.C. Colaneri.
- 2005 - Journée internationale de la Paix, pour célébrer la résolution 55/282 votée le 7 septembre 2001 par les Nations unies, de l'artiste M. C. Colaneri.
- 2006 - Giovan Battista Belluzzi (1506-2006),architecte militaire, 500e anniversaire de la naissance, de l'artiste Guido Veroi.
- 2007 - "Armonia" (Convivialité sociale) de l'artiste V.DeSeta.
- 2008 - Civilisations Villanovienne et Romaine (archeologie), par l'artiste E.L.Frapiccini.
- 2009 - Trésors de Saint Marin : ciboire en cuivre du XIIIe siècle (atelier de Limoges), par les artistes E.L. Frapiccini / A.Masini.

## Pièces de 50 euro
- 2002 - Ravenne, capitale de l'Empire romainde l'artiste C.Momoni.
- 2003 - Giotto, "Capella degli Scrovegni", de l'artiste Roberto Mauri.
- 2004 - 750e anniversaire de la naissance de Marco Polo, de l'artiste M.C. Colaneri.
- 2005 - Journée internationale de la Paix, pour célébrer la résolution 55/282 votée le 7 septembre 2001 par les Nations-Unies, de l'artiste M.C. Colaneri.
- 2006 - Giovan Battista Belluzzi (1506-2006), architecte militaire, 500e anniversaire de la naissance, de l'artiste Guido Veroi.
- 2007 - "Armonia" (Convivialité sociale) de l'artiste A.Masini.
- 2008 - Civilisations Villanovienne et Romaine (archeologie), par l'artiste E.L.Frapiccini.
- 2009 - Trésors de Saint marin : coffre reliquaire du XIIIe siècle (atelier de Limoges), par les artistes E.L. Frapiccini / A.Masini.